# Маркетти, Альберто
Альберто Маркетти (итал. Alberto Marchetti; род. 16 декабря 1954, Монтеварки, Тоскана) — итальянский футболист, полузащитник.

## Карьера

### Клубная карьера
Во взрослом футболе дебютировал в 1973 году в клубе «Ареццо», где провёл первый сезон своей игровой карьеры.
В 1974 году был включён в состав «Ювентуса», однако, не вышел на поле ни в одном матче, но стал чемпионом Италии. В 1975 году стал выступать за команду клуба «Новара», в составе которого сыграл в 32 матчах. В 1976 году вновь стал выступать за «Ювентус» и завоевал свой второй чемпионский титул. Кроме того, вместе с командой он стал обладателем Кубка УЕФА.
В 1977 году перешёл в «Кальяри», где выступал на протяжении следующих шести сезонов. В 1983 году на один сезон перешёл в «Удинезе», а затем стал игроком «Асколи». Вместе с командой в сезоне 1986/87 стал обладателем Кубка Митропы. В 1987 году перешёл в другой итальянский клуб «Новара». Завершил футбольную карьеру в 1991 году в клубе «Корбетта», за который выступал с 1990 года.

### Тренерская карьера
После завершения игровой карьеры Маркетти тренировал команды клубов «Монтеварки», «Корбетта» и «Новара», а также ряда других итальянских клубов, выступавших в низших сериях.

## Достижения
«Ювентус»
- Чемпион Италии: 1974/75, 1976/77
- Обладатель Кубка УЕФА: 1976/77

«Асколи»
- Обладатель Кубка Митропы: 1986/87